# Luis César Sampedro
Luis Ángel César Sampedro (Villagarcía de Arosa, Pontevedra, 3 de mayo de 1966) es un exfutbolista y entrenador español que actualmente dirige al Club Gimnàstic de Tarragona del Grupo I de la Primera Federación.

## Carrera como futbolista
En su etapa de jugador, Luis César era portero. Debutó a nivel profesional con el Arosa SC en 1984. Posteriormente, jugó en el Racing de Ferrol durante ocho años. En el 2000, el conjunto gallego ascendió a Segunda División y Luis César se retiró, convirtiéndose poco después en el entrenador de dicho equipo.

## Carrera como entrenador
Racing de Ferrol
Luis César dirigió al Racing Club de Ferrol durante 4 temporadas, del 2000 al 2004, descendiendo a 2ª B una vez y ascendiéndolo a 2ª en la siguiente temporada.
Gimnàstic de Tarragona
Para la temporada 2004-05, ficharía con el recién ascendido Gimnàstic de Tarragona, en el que permanecería dos temporadas y media. Tras lograr una cómoda permanencia en su primer curso (llevó al conjunto grana al 7º puesto), en 2006 dio la sorpresa con una gran segunda vuelta y consiguió el ascenso a Primera División, categoría en la que debutó con dicho club. El 26 de noviembre de 2006, después de perder por 2 a 3 contra el RCD Mallorca y habiendo conseguido sólo 5 puntos en 12 jornadas, fue destituido por el Consejo de Administración del Gimnàstic de Tarragona.
Polideportivo Ejido
En la temporada 2007-2008, firmaría con el Polideportivo Ejido en la Liga Adelante. Sin embargo, no llegó a terminar la temporada, siendo sustituido por Fernando Castro Santos en enero de 2008 debido a que el equipo andaluz ocupaba puestos de descenso.
Segunda etapa en el Gimnàstic
El 6 de marzo de 2010, tras la destitución de César Ferrando, se hizo oficial su regreso al Gimnàstic de Tarragona para el resto de la temporada 2009-10. Logró el objetivo de salvar la categoría y siguió en el cargo. Sin embargo, el 6 de diciembre del mismo año fue despedido al perder ante el Villarreal B por 1-2 y caer al último lugar de la clasificación.
CD Alcoyano
El 21 de marzo de 2012, el entrenador gallego fue contratado por el Club Deportivo Alcoyano para sustituir a David Porras, tras la derrota de los valencianos ante el Deportivo de La Coruña, y al quedar en puestos de descenso. El arosano comenzó así una nueva aventura en los banquillos con el objetivo de mantener a los de Alcoy una temporada más en la categoría de plata del fútbol español, algo que finalmente no logró.
Albacete Balompié
El 19 de marzo de 2013, se comprometió con el Albacete Balompié hasta final de temporada con la tarea de llevar al equipo manchego de regreso a la Liga Adelante, y aunque durante esa temporada no se logró el ascenso, Sampedro fue renovado por el club.
Al año siguiente, en la temporada 2013/14, el técnico obtuvo el ascenso con el Albacete Balompié a Segunda División tras cosechar 82 puntos, igualando el récord de la categoría, y superar al Sestao River en los "play-off".
En la temporada 2014/15, consiguió la permanencia en la categoría de plata tras una gran remontada del equipo en la que consiguió salir del último puesto que ocupaba al final de la primera vuelta. Finalmente, fue destituido en la siguiente temporada, el 12 de marzo de 2016, minutos después de perder contra el Real Zaragoza, dejando al conjunto manchego en 20º lugar tras 29 jornadas de Liga.
CD Lugo
El 17 de junio de 2016, fue presentado como nuevo técnico del Club Deportivo Lugo. Llevó al equipo gallego a completar su mejor temporada en la categoría de plata, finalizando 9º con 55 puntos. Sin embargo, el 15 de junio de 2017, decidió no aceptar la oferta de renovación del club.
Real Valladolid
El 23 de junio de 2017, se convirtió en el nuevo preparador del Real Valladolid. Fue cesado el 14 de abril de 2018, con el equipo castellano como 11º clasificado al término de la 34.ª jornada de la Liga.
Tenerife
El 13 de mayo de 2019, se anunció su fichaje como entrenador del Club Deportivo Tenerife. Dirigió al conjunto tinerfeño en los 4 últimos partidos de Liga, sumando 7 puntos y logrando la permanencia, pese a lo cual no siguió en el cargo.
Deportivo de La Coruña
El 7 de octubre de 2019, firmó por el Real Club Deportivo de La Coruña. El 27 de diciembre de 2019, tras haber ganado un solo partido de los 11 disputados bajo su dirección en la Liga, el club hizo oficial su cese como entrenador del equipo gallego.
CD Lugo
El 2 de marzo de 2021, se hizo oficial su vuelta al CD Lugo en sustitución de Mehdi Nafti. Fue destituido el 19 de abril de 2021, debido a que sólo sumó 3 puntos de 24 posibles.
Tercera etapa en el Gimnàstic
El 11 de mayo de 2025, fue contratado por el Club Gimnàstic de Tarragona del Grupo I de la Primera Federación.

## Clubes

### Como entrenador
| Club                   | País   | Año       | P   | PG | PE | PP | % v.  |
| ---------------------- | ------ | --------- | --- | -- | -- | -- | ----- |
| Racing de Ferrol       | España | 2000-2004 | 176 | 63 | 48 | 65 | 35.8  |
| Gimnàstic de Tarragona | España | 2004-2006 | 103 | 43 | 21 | 39 | 41.75 |
| Polideportivo Ejido    | España | 2007-2008 | 22  | 5  | 5  | 12 | 22.73 |
| Gimnàstic de Tarragona | España | 2010      | 31  | 6  | 9  | 16 | 19.35 |
| C. D. Alcoyano         | España | 2012      | 13  | 3  | 1  | 9  | 23.08 |
| Albacete Balompié      | España | 2013-2016 | 130 | 55 | 33 | 42 | 42.31 |
| C. D. Lugo             | España | 2016-2017 | 43  | 14 | 13 | 16 | 32.56 |
| Real Valladolid        | España | 2017-2018 | 38  | 16 | 9  | 13 | 42.11 |
| C. D. Tenerife         | España | 2019      | 4   | 2  | 1  | 1  | 50    |
| Deportivo de La Coruña | España | 2019      | 12  | 2  | 4  | 6  | 16.67 |
| C. D. Lugo             | España | 2021      | 8   | 0  | 3  | 5  | 0     |
| Gimnàstic de Tarragona | España | 2025-     | 6   | 3  | 2  | 1  | 50    |